# Handball-Weltmeisterschaft der Männer 2015/Qualifikation
Die Qualifikation zur Handball-Weltmeisterschaft der Männer 2015 wurde 2013 und 2014 ausgetragen. Dabei waren 22 Endrundenplätze zu vergeben. Automatisch qualifiziert waren Spanien als Weltmeister 2013 und Katar als Gastgeber.
Die Plätze für die Endrunde wurden wie folgt vergeben:
- Afrika: 3 qualifizierte Teilnehmer
- Amerika: 3 qualifizierte Teilnehmer
- Asien: Gastgeber Katar und 3 qualifizierte Teilnehmer (nach zurückgezogener Teilnahmen und Nachrückern insgesamt nur 3 Teilnehmer)
- Europa: Weltmeister Spanien, 12 qualifizierte Teilnehmer (durch Nachrücker und Wildcard-Vergabe insgesamt 15 Teilnehmer)
- Ozeanien: 1 qualifizierter Teilnehmer (nach Aberkennung der Qualifikation keine Teilnehmer)

## Afrika
Afrika stellte drei Teilnehmer, die bei der 21. Afrikameisterschaft 2014 ermittelt wurden. Die Meisterschaft fand im Januar 2014 in Algerien in Turnierform statt. Die beiden Finalisten und der Sieger des Spiels um Platz 3 qualifizierten sich.

### Vorrunde

#### Gruppe A
| Pl. | Team     | Sp. | S | U | N | Tore    | Diff. | Pkt. |
| --- | -------- | --- | - | - | - | ------- | ----- | ---- |
| 1.  | Tunesien | 5   | 5 | 0 | 0 | 157:103 | +54   | 10   |
| 2.  | Ägypten  | 5   | 4 | 0 | 1 | 142:105 | +37   | 08   |
| 3.  | Kamerun  | 5   | 2 | 1 | 2 | 128:144 | −16   | 05   |
| 4.  | Senegal  | 5   | 2 | 0 | 3 | 138:152 | −14   | 04   |
| 5.  | Gabun    | 5   | 1 | 0 | 4 | 121:147 | −26   | 02   |
| 6.  | Libyen   | 5   | 0 | 1 | 4 | 103:138 | −35   | 01   |

#### Gruppe B
| Pl. | Team                         | Sp. | S | U | N | Tore    | Diff. | Pkt. |
| --- | ---------------------------- | --- | - | - | - | ------- | ----- | ---- |
| 1.  | Algerien                     | 5   | 5 | 0 | 0 | 144:093 | +51   | 10   |
| 2.  | Angola                       | 5   | 3 | 0 | 2 | 139:122 | +17   | 06   |
| 3.  | Marokko                      | 5   | 3 | 0 | 2 | 135:129 | +06   | 06   |
| 4.  | Republik Kongo               | 5   | 2 | 0 | 3 | 136:170 | −34   | 04   |
| 5.  | Demokratische Republik Kongo | 5   | 2 | 0 | 3 | 143:141 | +02   | 04   |
| 6.  | Nigeria                      | 5   | 0 | 0 | 5 | 118:160 | −42   | 0    |

### Hauptrunde
|  | Viertelfinale  | Viertelfinale |          |          | Halbfinale       | Halbfinale |  |  | Finale | Finale |
|  |                |               |          |          |                  |            |  |  |        |        |
|  |                |               |          |          |                  |            |  |  |        |        |
|  | Tunesien       | 44            |          |          |                  |            |  |  |        |        |
|  | Tunesien       | 44            |          |          |                  |            |  |  |        |        |
|  | Republik Kongo | 21            |          |          |                  |            |  |  |        |        |
|  | Republik Kongo | 21            | Tunesien | 22       |                  |            |  |  |        |        |
|  |                |               | Tunesien | 22       |                  |            |  |  |        |        |
|  |                | Ägypten       | 20       |          |                  |            |  |  |        |        |
|  | Ägypten        | Ägypten       | 20       | 24       |                  |            |  |  |        |        |
|  | Ägypten        |               |          | 24       |                  |            |  |  |        |        |
|  | Marokko        | 15            |          |          |                  |            |  |  |        |        |
|  |                |               | Tunesien | 21       |                  |            |  |  |        |        |
|  |                |               |          | Algerien | 25               |            |  |  |        |        |
|  | Algerien       | 44            |          |          |                  |            |  |  |        |        |
|  | Senegal        | 29            |          |          |                  |            |  |  |        |        |
|  | Senegal        | 29            | Algerien | 27       |                  |            |  |  |        |        |
|  |                |               | Algerien | 27       | Spiel um Platz 3 |            |  |  |        |        |
|  |                | Angola        | 23       |          |                  |            |  |  |        |        |
|  | Angola         | Angola        | 23       | 24       | Ägypten          | 31         |  |  |        |        |
|  | Angola         |               |          | 24       | Ägypten          | 31         |  |  |        |        |
|  | Kamerun        | 21            |          | Angola   | 24               |            |  |  |        |        |
|  | Kamerun        | 21            |          |          | 24               |            |  |  |        |        |
|  |                |               |          |          |                  |            |  |  |        |        |

### Qualifizierte Mannschaften
Algerien,  Tunesien,  Ägypten

## Amerika
Die drei Teilnehmer aus Amerika wurden bei der 16. Panamerikameisterschaft 2014 ermittelt. Die Meisterschaft fand im Juni 2014 in Uruguay in Turnierform statt. Die drei Erstplatzierten qualifizierten sich für die Weltmeisterschaft.

### Qualifizierte Mannschaften
Argentinien,  Brasilien,  Chile

## Asien
Asien stellte vier Teilnehmer. Der Gastgeber Katar war direkt qualifiziert. Die restlichen drei Teilnehmer wurden bei der 16. Asienmeisterschaft 2014 ermittelt. Die Meisterschaft fand vom 25. Januar bis 6. Februar 2014 in Bahrain statt. Die drei Erstplatzierten waren für die Weltmeisterschaft qualifiziert, bzw. auch der Viertplatzierte, da Katar unter den drei Erstplatzierten war. Nach den zurückgezogenen Teilnahmen von Bahrain und den Vereinigten Arabischen Emiraten kam mit Saudi-Arabien als Nachrücker der Sechstplatzierte dazu. Südkorea als fünftplatzierte Mannschaft blieb die Teilnahme verwehrt. Damit ist Asien mit nur noch drei Teilnehmern vertreten.

### Gruppe A
Alle Spiele fanden in Khalifa Sports City’s Hall, Manama  Bahrain, statt.
| 25.01.2014 | Usbekistan | – | Saudi-Arabien | 21 : 43 (14:21) |
| 25.01.2014 | Iran       | – | Südkorea      | 24 : 24 (11:12) |
| 25.01.2014 | China      | – | Bahrain       | 22 : 32 (12:14) |

| 27.01.2014 | Saudi-Arabien | – | Iran     | 22 : 22 (12:10) |
| 27.01.2014 | China         | – | Südkorea | 17 : 28 (9:14)  |
| 27.01.2014 | Usbekistan    | – | Bahrain  | 22 : 47 (8:23)  |

| 29.01.2014 | Südkorea | – | Usbekistan    | 32 : 19 (15:9)  |
| 29.01.2014 | Iran     | – | China         | 34 : 27 (16:12) |
| 29.01.2014 | Bahrain  | – | Saudi-Arabien | 22 : 14 (12:8)  |

| 31.01.2014 | Iran          | – | Usbekistan | 54 : 22 (24:12) |
| 31.01.2014 | Saudi-Arabien | – | China      | 27 : 20 (14:10) |
| 31.01.2014 | Südkorea      | – | Bahrain    | 25 : 26 (14:15) |

| 02.02.2014 | Usbekistan | – | China         | 22 : 39 (12:16) |
| 02.02.2014 | Südkorea   | – | Saudi-Arabien | 28 : 24 (11:12) |
| 02.02.2014 | Bahrain    | – | Iran          | 30 : 30 (17:14) |

| Pl. | Team                | Sp. | S | U | N | Tore    | Diff. | Pkt. |
| --- | ------------------- | --- | - | - | - | ------- | ----- | ---- |
| 1.  | Bahrain             | 5   | 4 | 1 | 0 | 157:113 | +044  | 9    |
| 2.  | Iran                | 5   | 2 | 3 | 0 | 164:125 | +039  | 7    |
| 3.  | Südkorea            | 5   | 3 | 1 | 1 | 137:110 | +027  | 7    |
| 4.  | Saudi-Arabien       | 5   | 2 | 1 | 2 | 130:113 | +017  | 5    |
| 5.  | Volksrepublik China | 5   | 1 | 0 | 4 | 125:143 | −018  | 2    |
| 6.  | Usbekistan          | 5   | 0 | 0 | 5 | 106:215 | −109  | 0    |

### Gruppe B
Alle Spiele fanden in Khalifa Sports City’s Hall, Manama  Bahrain, statt.
| 26.01.2014 | Kuwait                       | – | Japan | 28 : 26 (14:16) |
| 26.01.2014 | Vereinigte Arabische Emirate | – | Katar | 14 : 31 (7:17)  |
| 26.01.2014 | Irak                         | – | Oman  | 24 : 33 (13:19) |

| 28.01.2014 | Japan  | – | Vereinigte Arabische Emirate | 35 : 26 (16:11) |
| 28.01.2014 | Irak   | – | Katar                        | 11 : 40 (6:18)  |
| 28.01.2014 | Kuwait | – | Oman                         | 40 : 31 (20:14) |

| 30.01.2014 | Vereinigte Arabische Emirate | – | Irak   | 26 : 17 (8:4)   |
| 30.01.2014 | Oman                         | – | Japan  | 23 : 22 (8:11)  |
| 30.01.2014 | Katar                        | – | Kuwait | 31 : 23 (14:14) |

| 01.02.2014 | Vereinigte Arabische Emirate | – | Kuwait | 23 : 22 (10:13) |
| 01.02.2014 | Japan                        | – | Irak   | 31 : 22 (16:10) |
| 01.02.2014 | Katar                        | – | Oman   | 29 : 13 (15:7)  |

| 03.02.2014 | Oman   | – | Vereinigte Arabische Emirate | 26 : 27 (11:12) |
| 03.02.2014 | Kuwait | – | Irak                         | 29 : 28 (12:15) |
| 03.02.2014 | Katar  | – | Japan                        | 33 : 26 (15:15) |

| Pl. | Team                         | Sp. | S | U | N | Tore    | Diff. | Pkt. |
| --- | ---------------------------- | --- | - | - | - | ------- | ----- | ---- |
| 1.  | Katar                        | 5   | 5 | 0 | 0 | 164:087 | +77   | 10   |
| 2.  | Vereinigte Arabische Emirate | 5   | 3 | 0 | 2 | 116:131 | −15   | 06   |
| 3.  | Kuwait                       | 5   | 3 | 0 | 2 | 142:139 | +03   | 06   |
| 4.  | Oman                         | 5   | 2 | 0 | 3 | 126:142 | −16   | 04   |
| 5.  | Japan                        | 5   | 2 | 0 | 3 | 140:132 | +08   | 04   |
| 6.  | Irak                         | 5   | 0 | 0 | 5 | 102:159 | −57   | 0    |

### Hauptrunde
Alle Spiele fanden in Hall - Um Alhssam, Manama  Bahrain statt.
| 04.02.2014 | China    | – | Irak          | 25 : 30 (11:16) |
| 04.02.2014 | Japan    | – | Usbekistan    | 41 : 12 (18:7)  |
| 04.02.2014 | Südkorea | – | Oman          | 32 : 18 (12:10) |
| 04.02.2014 | Kuwait   | – | Saudi-Arabien | 30 : 36 (18:16) |

### Halbfinale
Alle Spiele fanden in Khalifa Sports City’s Hall, Manama  Bahrain, statt.
| 04.02.2014 | Katar   | – | Iran                         | 23 : 22 (12:11) |
| 04.02.2014 | Bahrain | – | Vereinigte Arabische Emirate | 27 : 20 (15:8)  |

### Platzierungsspiele
Alle Spiele fanden in Khalifa Sports City’s Hall, Manama  Bahrain, statt.

#### Spiel um Platz 11
| 05.02.2014 | China | – | Usbekistan | 10 : 0 (-:-) |

#### Spiel um Platz 9
| 05.02.2014 | Irak | – | Japan | 20 : 28 (11:17) |

#### Spiel um Platz 7
| 05.02.2014 | Oman | – | Kuwait | 26 : 35 (9:16) |

#### Spiel um Platz 5
| 05.02.2014 | Südkorea | – | Saudi-Arabien | 30 : 25 (15:15) |

#### Spiel um Platz 3
| 06.02.2014 | Iran | – | Vereinigte Arabische Emirate | 29 : 23 (11:10) |

### Finale
Das Spiel fand in der Khalifa Sports City’s Hall, Manama  Bahrain, statt.
| 06.02.2014, 19:00 Uhr | Bahrain | – | Katar | 26 : 27 (14:14) |

### Endstand
| Platzierungsübersicht |                              |
| Platz                 | Nation                       |
| Gold                  | Katar                        |
| Silber                | Bahrain                      |
| Bronze                | Iran                         |
| 4.                    | Vereinigte Arabische Emirate |
| 5.                    | Südkorea                     |
| 6.                    | Saudi-Arabien                |
| 7.                    | Kuwait                       |
| 8.                    | Oman                         |
| 9.                    | Japan                        |
| 10.                   | Irak                         |
| 11.                   | Volksrepublik China          |
| 12.                   | Usbekistan                   |

### Qualifizierte Mannschaften
Bahrain (trotz Qualifikation Teilnahme zurückgezogen),  Iran,  Vereinigte Arabische Emirate (trotz Qualifikation Teilnahme zurückgezogen)

### Sonstige WM-Teilnehmer
Katar (Gastgeber),  Saudi-Arabien (Nachrücker)

## Europa
Europa stellte 14 Teilnehmer der Weltmeisterschaft. Automatisch qualifiziert war Spanien als Weltmeister. Direkt qualifiziert waren die drei besten Mannschaften der Europameisterschaft 2014.
Nach den Qualifikationen und dem Ausscheiden bei den Play-offs bekam am 8. Juli 2014 die deutsche Mannschaft eine Wildcard für die WM vom IHF zugesprochen, nachdem die Qualifikationen in Ozeanien mit der Begründung, dass derzeit kein vom IHF anerkannter Kontinentalverband existiert, nicht anerkannt wurden. Die deutsche Mannschaft bekam als beste vorher nicht qualifizierte Mannschaft der Weltmeisterschaft 2013 die Wildcard zugesprochen.

### Qualifikationsgruppen
Die nicht bei der Europameisterschaft vertretenen Teams (außer Deutschland) traten in einer Qualifikationsrunde vom 30. Oktober 2013 bis 12. Januar 2014 in Gruppenspielen an. Die fünf Gruppensieger, die nicht über die Europameisterschaft qualifizierten zwölf Mannschaften und Deutschland als zweitbestes Dritter-Platz-Team der EHF-EURO-Qualifikation spielten dann in einer Play-off-Runde die neun weiteren europäischen Teams aus.

#### Gruppe 1
| Pl. | Mannschaft | Sp. | S | U | N | T   | GT  | Diff | Pkt     |
| --- | ---------- | --- | - | - | - | --- | --- | ---- | ------- |
| 1.  | Litauen    | 6   | 4 | 1 | 1 | 145 | 132 | +12  | 09 : 03 |
| 2.  | Georgien   | 6   | 3 | 0 | 3 | 149 | 156 | −07  | 06 : 06 |
| 3.  | Finnland   | 6   | 2 | 1 | 3 | 143 | 139 | +04  | 05 : 07 |
| 4.  | Türkei     | 6   | 2 | 0 | 4 | 146 | 157 | −11  | 04 : 08 |

| 30. Oktober 2013, Mi 18:45 Uhr in Cido Arena, Panevėžys         | 500 Zuschauer Spielbericht   | Litauen Valdas Drabavicius (4 Tore)                                | 23 : 17 (12 : 07) | Georgien Irakli Chikovani (6 Tore)                    |
| 30. Oktober 2013, Mi 19:00 Uhr in Vantaa Energia areena, Vantaa | 1.987 Zuschauer Spielbericht | Finnland Teemu Tamminen (10 Tore)                                  | 26 : 20 (15 : 12) | Türkei Ramazan Döne (6 Tore)                          |
| 3. November 2013, So 18:00 Uhr in THF Complex, Cankaya/Ankara   | 600 Zuschauer Spielbericht   | Türkei Ömer Ozan Arifoglu, Ramazan Döne, Tolga Özbahar (je 4 Tore) | 20 : 23 (11: 9)   | Litauen Robertas Švedas (6 Tore)                      |
| 3. November 2013, So 18:00 Uhr in Tbilisi Sport Palace, Tbilisi | 3.000 Zuschauer Spielbericht | Georgien Revaz Chanturia (6 Tore)                                  | 26 : 19 (8 :10)   | Finnland Richard Sundberg, Teemu Tamminen (je 4 Tore) |
| 2. Januar 2014, Do 19:00 Uhr in Vantaa Energia aarena, Vantaa   | 1.300 Zuschauer Spielbericht | Finnland Richard Sundberg (9 Tore)                                 | 20 : 20 (10 : 10) | Litauen Benas Petreikis (7 Tore)                      |
| 2. Januar 2014, Do 18:00 Uhr in THF Complex, Cankaya/Ankara     | 500 Zuschauer Spielbericht   | Türkei Ramazan Döne (10 Tore)                                      | 29 : 23 (14 : 8)  | Georgien Rati Mskhvildze (6 Tore)                     |
| 4. Januar 2014, Sa 17:00 Uhr in Siemens Arena, Vilnius          | 1.900 Zuschauer Spielbericht | Litauen Benas Petreikis (7 Tore)                                   | 24 : 23 (10 : 13) | Finnland Miro Koljonen (6 Tore)                       |
| 5. Januar 2014, So 18:00 Uhr in Tbilisi Sport Palace, Tbilisi   | 2.500 Zuschauer Spielbericht | Georgien Rati Mskhvildze (11 Tore)                                 | 33 : 26 (19 : 15) | Türkei Tügberk Catkin (5 Tore)                        |
| 8. Januar 2014, Mi 18:00 Uhr in Tbilisi Sport Palace, Tbilisi   | 2.700 Zuschauer Spielbericht | Georgien Rati Mskhvildze (7 Tore)                                  | 26 : 23 (15 : 12) | Litauen Benas Petreikis (7 Tore)                      |
| 8. Januar 2014, Mi 18:00 Uhr in THF Complex, Cankaya/Ankara     | 200 Zuschauer Spielbericht   | Türkei Ramazan Döne (9 Tore)                                       | 25 : 19 (11 : 9)  | Finnland Andreas Rönnberg (8 Tore)                    |
| 11. Januar 2014, Sa 17:00 Uhr in Sisu Arena, Karjaa             | 860 Zuschauer Spielbericht   | Finnland Teemu Tamminen (10 Tore)                                  | 36 : 24 (16 : 10) | Georgien Rati Mskhvildze (9 Tore)                     |
| 12. Januar 2014, So 17:00 Uhr in Siemens Arena, Vilnius         | 1.500 Zuschauer Spielbericht | Litauen Povilas Babarskas, Benas Petreikis (je 5 Tore)             | 32 : 26 (18 : 13) | Türkei Ramazan Döne (8 Tore)                          |

#### Gruppe 2
| Pl. | Mannschaft | Sp. | S | U | N | T   | GT  | Diff | Pkt     |
| --- | ---------- | --- | - | - | - | --- | --- | ---- | ------- |
| 1.  | Rumänien   | 6   | 5 | 0 | 1 | 181 | 151 | +30  | 10 : 02 |
| 2.  | Slowakei   | 6   | 5 | 0 | 1 | 168 | 136 | +32  | 10 : 02 |
| 3.  | Italien    | 6   | 2 | 0 | 4 | 168 | 176 | −08  | 04 : 08 |
| 4.  | Zypern     | 6   | 0 | 0 | 6 | 138 | 192 | −54  | 0 : 12  |

| 30. Oktober 2013, Mi 19:15 Uhr in Sportová hala, Povazska Bystrica              | 1.400 Zuschauer Spielbericht | Slowakei Radoslav Antl (8 Tore)                                                | 35 : 14 (16 : 05) | Zypern Vassilis Demosthenous, Andreas Georgiou (je 3 Tore)                           |
| 31. Oktober 2013, Do 20:00 Uhr in Giovanni Paolo II, Pescara                    | 1.700 Zuschauer Spielbericht | Italien Demis Radovcic, Michele Skatar (je 6 Tore)                             | 22 : 23 (09 : 11) | Rumänien Mihai Alexandru Asoltanei (4 Tore)                                          |
| 3. November 2013, So 18:00 Uhr in Dinamo Bucuresti, Bucuresti                   | 1.800 Zuschauer Spielbericht | Rumänien Andrei Mihalcea (8 Tore)                                              | 32 : 24 (14:10)   | Slowakei Oliver Rabek (7 Tore)                                                       |
| 3. November 2013, So 19:00 Uhr in University of Cyprus Athletic Center, Nicosia | 300 Zuschauer Spielbericht   | Zypern Constantinos Constantinou, Andreas Georgiou, Julios Argyrou (je 5 Tore) | 29 : 36 (15:18)   | Italien Michele Skatar, Pasquale Maione (je 7 Tore)                                  |
| 2. Januar 2014, Do 20:00 Uhr in Palazzetto dello Sport Santa Filomena, Chieti   | 1.500 Zuschauer Spielbericht | Italien Pasquale Maione (7 Tore)                                               | 26 : 34 (14 : 16) | Slowakei Martin Stranovsky (10 Tore)                                                 |
| 2. Januar 2014, Do 18:00 Uhr in Dinamo Bucuresti, Bucuresti                     | 1.000 Zuschauer Spielbericht | Rumänien Iuliu Alexandru Csepreghi (5 Tore)                                    | 36 : 19 (18 : 10) | Zypern Yiannos Nikiforou (6 Tore)                                                    |
| 4. Januar 2014, Sa 17:00 Uhr in City sport hall, Hlohovec                       | 1.900 Zuschauer Spielbericht | Slowakei Patrik Hruščák (6 Tore)                                               | 28 : 21 (13 : 10) | Italien Michele Skatar (5 Tore)                                                      |
| 5. Januar 2014, So 18:00 Uhr in University of Cyprus Athletic Center, Nicosia   | 220 Zuschauer Spielbericht   | Zypern Vassilis Demosthenous, Andreas Georgiou (je 7 Tore)                     | 30 : 31 (16 : 15) | Rumänien Cristian Stelian Fenici, Elemer Huba Talas (je 5 Tore)                      |
| 8. Januar 2014, Mi 19:00 Uhr in University of Cyprus Athletic Center, Nicosia   | 160 Zuschauer Spielbericht   | Zypern Vassilis Demosthenous (6 Tore)                                          | 18 : 20 (9 : 11)  | Slowakei Radoslav Antl, Ladislav Tarhai, Tomas Urban, Miroslav Volentics (je 3 Tore) |
| 8. Januar 2014, Mi 18:00 Uhr in Dinamo Bucuresti, Bucuresti                     | 1.500 Zuschauer Spielbericht | Rumänien Florin Acatrinei (7 Tore)                                             | 34 : 29 (20 : 13) | Italien Pablo Marrochi (6 Tore)                                                      |
| 11. Januar 2014, Sa 17:00 Uhr in Mestská Sportova hala, Sala                    | 3.000 Zuschauer Spielbericht | Slowakei Lubomir Duris (8 Tore)                                                | 27 : 25 (11 : 10) | Rumänien Alexandru Viorel Șimicu (8 Tore)                                            |
| 12. Januar 2014, So 19:00 Uhr in Palazzetto dello Sport, Andria                 | 2.500 Zuschauer Spielbericht | Italien Pasquale Maione, Pablo Marrochi (je 8 Tore)                            | 34 : 28 (21 : 10) | Zypern Julios Argyrou, Andreas Georgiou (je 6 Tore)                                  |

#### Gruppe 3
| Pl. | Mannschaft | Sp. | S | U | N | T   | GT  | Diff | Pkt     |
| --- | ---------- | --- | - | - | - | --- | --- | ---- | ------- |
| 1.  | Slowenien  | 6   | 5 | 0 | 1 | 200 | 150 | +50  | 10 : 02 |
| 2.  | Ukraine    | 6   | 4 | 1 | 1 | 193 | 184 | +09  | 09 : 03 |
| 3.  | Schweiz    | 6   | 2 | 1 | 3 | 178 | 176 | +02  | 05 : 07 |
| 4.  | Luxemburg  | 6   | 0 | 0 | 6 | 144 | 205 | −61  | 0 : 12  |

| 30. Oktober 2013, Mi 20:00 Uhr in Rdeca Dvorana, Velenje                     | 1.500 Zuschauer Spielbericht | Slowenien Borut Mačkovšek (7 Tore)                            | 33 : 30 (18 : 13) | Schweiz Manuel Liniger, Alen Milosevic, Andy Schmid (je 5 Tore) |
| 30. Oktober 2013, Mi 19:30 Uhr in Centre sportif National d'COQUE, Luxemburg | 1.000 Zuschauer Spielbericht | Luxemburg Christian Bock (8 Tore)                             | 34 : 38 (16 : 20) | Ukraine Olexandr Scheweljow (10 Tore)                           |
| 3. November 2013, So 17:30 Uhr in Palace of Sports "ZAS", Zaporozhye         | 800 Zuschauer Spielbericht   | Ukraine Serhij Onufrijenko, Wladyslaw Ostrouschko (je 8 Tore) | 32 : 28 (16 : 15) | Slowenien Luka Žvižej (7 Tore)                                  |
| 3. November 2013, So 15:30 Uhr in Saalsporthalle Zürich, Zürich              | 1.300 Zuschauer Spielbericht | Schweiz Andy Schmid (10 Tore)                                 | 32 : 23 (15 : 09) | Luxemburg Martin Muller (6 Tore)                                |
| 2. Januar 2014, Do 19:30 Uhr in Centre Sportif De Differdange, Differdange   | 600 Zuschauer Spielbericht   | Luxemburg Tom Meis, Sacha Pulli (je 5 Tore)                   | 16 : 36 (07 : 13) | Slowenien Dragan Gajič (13 Tore)                                |
| 2. Januar 2014, Do 17:30 Uhr in Palace of Sports "ZAS", Zaporozhye           | 1.000 Zuschauer Spielbericht | Ukraine Serhij Onufrijenko (9 Tore)                           | 34 : 34 (21 : 16) | Schweiz David Graubner (7 Tore)                                 |
| 5. Januar 2014, So 18:30 Uhr in Rdeca Dvorana, Velenje                       | 1.000 Zuschauer Spielbericht | Slowenien Dragan Gajič, Borut Mačkovšek (je 5 Tore)           | 37 : 26 (19 : 13) | Luxemburg Tom Meis (8 Tore)                                     |
| 5. Januar 2014, So 15:30 Uhr in BBC Arena, Schaffhausen                      | 1.750 Zuschauer Spielbericht | Schweiz Manuel Liniger (7 Tore)                               | 31 : 32 (17 : 16) | Ukraine Serhij Onufrijenko (10 Tore)                            |
| 9. Januar 2014, Do 20:00 Uhr in BBC Arena, Schaffhausen                      | 750 Zuschauer Spielbericht   | Schweiz Manuel Liniger (8 Tore)                               | 23 : 31 (12 : 19) | Slowenien Dragan Gajič (11 Tore)                                |
| 9. Januar 2014, Do 16:45 Uhr in Palace of Sports "ZAS", Zaporohye            | 1.500 Zuschauer Spielbericht | Ukraine Serhij Burka, Mykola Stezjura (je 8 Tore)             | 34 : 22 (15 : 12) | Luxemburg Tom Meis, Eric Schroeder (je 5 Tore)                  |
| 12. Januar 2014, So 18:00 Uhr in Rdeca Dvorana, Velenje                      | 2.000 Zuschauer Spielbericht | Slowenien Dragan Gajič (7 Tore)                               | 35 : 23 (15 : 10) | Ukraine Wladyslaw Ostrouschko (6 Tore)                          |
| 12. Januar 2014, So 17:00 Uhr in Centre sportif National d'COQUE, Luxemburg  | 400 Zuschauer Spielbericht   | Luxemburg Tom Meis (5 Tore)                                   | 23 : 28 (14 : 13) | Schweiz David Graubner (6 Tore)                                 |

#### Gruppe 4
| Pl. | Mannschaft   | Sp. | S | U | N | T   | GT  | Diff | Pkt     |
| --- | ------------ | --- | - | - | - | --- | --- | ---- | ------- |
| 1.  | Griechenland | 6   | 3 | 1 | 2 | 160 | 158 | +02  | 07 : 05 |
| 2.  | Niederlande  | 6   | 3 | 0 | 3 | 153 | 145 | +08  | 06 : 06 |
| 3.  | Israel       | 6   | 3 | 0 | 3 | 166 | 169 | −03  | 06 : 06 |
| 4.  | Belgien      | 6   | 2 | 1 | 3 | 158 | 165 | −07  | 05 : 07 |

| 30. Oktober 2013, Mi 19:30 Uhr in Fitland XL, Sittard                      | 1.502 Zuschauer Spielbericht | Niederlande Patrick Miedema, Iso Sluijters (je 5 Tore)  | 25 : 20 (12 : 10) | Griechenland Alexandros Alvanos, Vyron Papadopoulos, Efstathios Zampounis (je 3 Tore) |
| 30. Oktober 2013, Mi 20:00 Uhr in HET Tolhuis, Gent                        | 1.800 Zuschauer Spielbericht | Belgien Thomas Cauwenberghs, Kevin Jacobs (je 5 Tore)   | 29 : 28 (17 : 14) | Israel Chen Pomeranz (6 Tore)                                                         |
| 3. November 2013, So 19:45 Uhr in Beit Maccabi Sport Centre, Rishon Lezion | 1.000 Zuschauer Spielbericht | Israel Chen Pomeranz (12 Tore)                          | 28 : 26 (15 : 12) | Niederlande Bobby Schagen (9 Tore)                                                    |
| 3. November 2013, So 17:00 Uhr in Liossion Indor Arena, Athens             | 1.000 Zuschauer Spielbericht | Griechenland Vyron Papadopoulos (6 Tore)                | 31 : 25 (16 : 13) | Belgien Thomas Cauwenberghs, Ivan Kopljar (je 6 Tore)                                 |
| 2. Januar 2014, Do 20:10 Uhr in Sporthal Alverberg, Hasselt                | 1.700 Zuschauer Spielbericht | Belgien Thomas Bolaers (8 Tore)                         | 28 : 22 (12 : 9)  | Niederlande Bobby Schagen (9 Tore)                                                    |
| 2. Januar 2014, Do 19:45 Uhr in Beit Maccabi Sport Centre, Rishon Lezion   | 1.100 Zuschauer Spielbericht | Israel Chen Pomeranz (8 Tore)                           | 31 : 24 (16 : 13) | Griechenland Dimitros Tziras (7 Tore)                                                 |
| 5. Januar 2014, So 14:00 Uhr in Fitland XL, Sittard                        | 2.000 Zuschauer Spielbericht | Niederlande Nicky Verjans (8 Tore)                      | 27 : 21 (14 : 10) | Belgien Damien Kedziora (6 Tore)                                                      |
| 5. Januar 2014, So 17:00 Uhr in Mikras 3 (House of Handball), Thessaloniki | 1.000 Zuschauer Spielbericht | Griechenland Vyron Papadopoulos (9 Tore)                | 31 : 28 (16 : 15) | Israel Chen Pomeranz (9 Tore)                                                         |
| 8. Januar 2014, Mi 19:00 Uhr in Mikras 3 (House of Handball), Thessaloniki | 960 Zuschauer Spielbericht   | Griechenland Alexandros Alvanos (7 Tore)                | 24 : 19 (11 : 7)  | Niederlande Jorn Smits, Nicky Verjans (je 6 Tore)                                     |
| 8. Januar 2014, Mi 19:45 Uhr in Beit Maccabi Sport Centre, Rishon Lezion   | 1.140 Zuschauer Spielbericht | Israel Chen Pomeranz (11 Tore)                          | 27 : 25 (12 : 11) | Belgien Damien Kedziora (10 Tore)                                                     |
| 12. Januar 2014, So 14:00 Uhr in Fitland XL, Sittard                       | 1.100 Zuschauer Spielbericht | Niederlande Leon Van Schie (8 Tore)                     | 34 : 24 (14 : 11) | Israel Chen Pomeranz (10 Tore)                                                        |
| 11. Januar 2014, Sa 20:30 Uhr in Hall omnisport La Preale, Herstal         | 1.200 Zuschauer Spielbericht | Belgien Nathan Bolaers, Thomas Cauwenberghs (je 6 Tore) | 30 : 30 (14 : 13) | Griechenland Vyron Papadopoulos (9 Tore)                                              |

#### Gruppe 5
| Pl. | Mannschaft              | Sp. | S | U | N | T   | GT  | Diff | Pkt     |
| --- | ----------------------- | --- | - | - | - | --- | --- | ---- | ------- |
| 1.  | Bosnien und Herzegowina | 6   | 5 | 0 | 1 | 164 | 155 | +09  | 10 : 02 |
| 2.  | Portugal                | 6   | 4 | 0 | 2 | 168 | 154 | +14  | 08 : 04 |
| 3.  | Lettland                | 6   | 2 | 0 | 4 | 165 | 159 | +06  | 04 : 08 |
| 4.  | Estland                 | 6   | 1 | 0 | 5 | 153 | 182 | −29  | 02 : 10 |

| 30. Oktober 2013, Mi 21:00 Uhr in Paviihao Gimnodesportivo, Nazare    | 2.000 Zuschauer Spielbericht | Portugal Carlos Carneiro, José Costa, Gilberto Duarte, João Ferraz (je 4 Tore) | 26 : 29 (9 : 13)  | Lettland Aivis Jurdžs (9 Tore)                                            |
| 31. Oktober 2013, Do 20:00 Uhr in Tallinn                             | 1.308 Zuschauer Spielbericht | Estland Dener Jaanimaa (7 Tore)                                                | 26 : 29 (13 : 18) | Bosnien und Herzegowina Vedran Delic, Nikola Prce (je 6 Tore)             |
| 3. November 2013, So 17:00 Uhr in Ramiz Salcin Mojmilo, Sarajevo      | 1.000 Zuschauer Spielbericht | Bosnien und Herzegowina Nikola Prce (9 Tore)                                   | 31 : 29 (13 : 14) | Portugal Claudio Pedroso (5 Tore)                                         |
| 3. November 2013, So 15:05 Uhr in Sports Centre Dobele, Dobele        | 1.150 Zuschauer Spielbericht | Lettland Dainis Kristopans (8 Tore)                                            | 35 : 25 (18 : 13) | Estland Mikk Pinnonen (8 Tore)                                            |
| 2. Januar 2014, Do 20:00 Uhr in Mesikäpa Hall, Polva                  | 800 Zuschauer Spielbericht   | Estland Uku-Tanel Laast                                                        | 17 : 25 (10 : 9)  | Portugal Pedro André Caseiro Portela, Rui Silva (je 4 Tore)               |
| 2. Januar 2014, Do 17:00 Uhr in City Hall Vitez, Vitez                | 2.000 Zuschauer Spielbericht | Bosnien und Herzegowina Alen Ovcina (6 Tore)                                   | 27 : 26 (17 : 11) | Lettland Janis Pavlovics (9 Tore)                                         |
| 5. Januar 2014, So 15:00 Uhr in São João da Madeira                   | 3.500 Zuschauer Spielbericht | Portugal João Ferraz, Rui Silva, Fabio Ramos Magalhaes (je 4 Tore)             | 35 : 27 (20 : 11) | Estland Mait Patrail (7 Tore)                                             |
| 5. Januar 2014, So 15:05 Uhr in Sports Centre Dobele, Dobele          | 1.200 Zuschauer Spielbericht | Lettland Dainis Kristopans (7 Tore)                                            | 21 : 23 (10 : 13) | Bosnien und Herzegowina Alen Ovcina, Nikola Prce, Kosta Savic (je 4 Tore) |
| 8. Januar 2014, Mi 19:05 Uhr in Sports Centre Dobele, Dobele          | 1.000 Zuschauer Spielbericht | Lettland Elvijs Borodovskis, Dainis Kristopans (je 6 Tore)                     | 24 : 26 (13 : 8)  | Portugal Pedro André Caseiro Portela (5 Tore)                             |
| 8. Januar 2014, Mi 17:00 Uhr in City Hall Vitez, Vitez                | 2.000 Zuschauer Spielbericht | Bosnien und Herzegowina Alen Ovcina (6 Tore)                                   | 28 : 26 (15 : 9)  | Estland Mait Patrail (8 Tore)                                             |
| 12. Januar 2014, So 15:00 Uhr in Pavilhao Desportivo Municipal, Mafra | 2.000 Zuschauer Spielbericht | Portugal Gilberto Duarte (7 Tore)                                              | 27 : 26 (14 : 13) | Bosnien und Herzegowina Muhamed Toromanović (5 Tore)                      |
| 11. Januar 2014, Sa 16:00 Uhr in Mesikäpa Hall, Polva                 | 400 Zuschauer Spielbericht   | Estland Dener Jaanimaa (9 Tore)                                                | 32 : 30 (13 : 14) | Lettland Aivis Jurdžs (9 Tore)                                            |

### Play-off-Spiele
Folgende 18 Teilnehmer nahmen an den Play-offs teil:
Gesetzte Teams
Platzierte 5.–13. der Europameisterschaft 2014:
 Island,  Ungarn,  Nordmazedonien,
 Österreich,  Polen,  Schweden,
 Russland,  Belarus,  Serbien
Ungesetzte Teams
Platzierte 14.–16. der Europameisterschaft 2014:  Norwegen,  Tschechien,  Montenegro
Durch die Entscheidung der Exekutive der EHF aufgrund der Ranglistenposition direkt in den Play-Offs:  Deutschland
Sieger der Qualifikationsgruppen:  Litauen,  Rumänien,  Slowenien,
 Griechenland,  Bosnien und Herzegowina
Die Auslosung fand am 26. Januar 2014 in der Jyske Bank Boxen in Herning statt. Die Spiele wurden am 7./8. Juni (Hinspiele) und am 14./15. Juni (Rückspiele) ausgetragen.
|                     | Gesamt |             | Hinspiel | Rückspiel |
| ------------------- | ------ | ----------- | -------- | --------- |
| Ungarn              | 51:54  | Slowenien   | 25:22    | 26:32     |
| Rumänien            | 45:52  | Schweden    | 24:25    | 21:27     |
| Polen               | 54:52  | Deutschland | 25:24    | 29:28     |
| Griechenland        | 48:62  | Mazedonien  | 25:27    | 23:35     |
| Serbien             | 44:48  | Tschechien  | 23:15    | 21:33     |
| Russland            | 63:44  | Litauen     | 30:22    | 33:22     |
| Bosnien-Herzegowina | 62:61  | Island      | 33:32    | 29:29     |
| Österreich          | 56:54  | Norwegen    | 28:26    | 28:28     |
| Montenegro          | 52:57  | Belarus     | 28:27    | 24:30     |

### Qualifizierte Mannschaften
Spanien,  Dänemark,  Frankreich,  Kroatien,  Polen,  Tschechien,  Österreich,  Russland,  Slowenien,  Schweden,  Nordmazedonien,  Bosnien und Herzegowina,  Belarus

### Sonstige WM-Teilnehmer
Deutschland (Wildcard),  Island (Nachrücker)

## Ozeanien
Im April 2014 wurden in Neuseeland zwei Spiele ausgetragen, mit denen der ozeanische WM-Teilnehmer ermittelt werden sollte. Die Internationale Handball-Föderation hatte, wie sie auf ihrer Homepage im Juli 2014 mitteilte, bereits im Vorfeld erklärt, dass diese Spiele nicht als WM-Qualifikation anerkannt werden könnten. Dabei begründete sie auch, dass dieser Umstand erst nachträglich öffentlich gemacht wurde.
|            | Gesamt  |            | Hinspiel | Rückspiel |
| ---------- | ------- | ---------- | -------- | --------- |
| Neuseeland | 36 : 54 | Australien | 18 : 22  | 18 : 32   |

Am 8. Juli teilte der Weltverband IHF mit, dass Australien nicht an der WM teilnehmen könne. Als Begründung wurde das Fehlen eines von der IHF anerkannten Kontinentalverbandes angegeben.